# Lapjärvi (sjö i Kouvola, Kymmenedalen)
Lapjärvi är en sjö i kommunen Kouvola i landskapet Kymmenedalen i Finland. Sjön ligger 87,4 meter över havet. Arean är 41 hektar och strandlinjen är 4,08 kilometer lång. Sjön  ingår i Kymmene älvs huvudavrinningsområde.   Den ligger omkring 83 km norr om Kotka och omkring 150 km nordöst om Helsingfors. 